# Foeniculum piperitum
Foeniculum piperitum är en växtart i fänkålsläktet (Foeniculum) och familjen flockblommiga växter. Den beskrevs av Bernardino da Ucria som Anethum foeniculum och fick sitt nu gällande namn av Jan Svatopluk Presl 1826.
Arten är en perenn ört som förekommer kring Medelhavet.